# Producto tensorial inductivo
La topología más fina localmente convexa en un espacio vectorial topológico (EVT) en {\displaystyle X\otimes Y,} el producto tensorial de dos EVT localmente convexos, hace que la aplicación canónica separadamente continua {\displaystyle \cdot \otimes \cdot :X\times Y\to X\otimes Y} (definida enviando {\displaystyle (x,y)\in X\times Y} a {\displaystyle x\otimes y}) se denomina topología inductiva o topología {\displaystyle \iota }. Cuando {\displaystyle X\otimes Y} está dotado de esta topología, se denota por {\displaystyle X\otimes _{\iota }Y} y se denomina producto tensorial inductivo de {\displaystyle X} e {\displaystyle Y.}.

## Preliminares
Sean {\displaystyle X,Y,} y {\displaystyle Z} espacios vectoriales topológicos localmente convexos y {\displaystyle L:X\to Y} una aplicación lineal.
- {\displaystyle L:X\to Y} es un homomorfismo topológico u homomorfismo, si es lineal, continua, y {\displaystyle L:X\to \operatorname {Im} L} es una aplicación abierta, donde {\displaystyle \operatorname {Im} L,} la imagen de {\displaystyle L,} tiene la topología subespacial inducida por {\displaystyle Y.}
  - Si {\displaystyle S\subseteq X} es un subespacio de {\displaystyle X}, entonces tanto la aplicación cociente {\displaystyle X\to X/S} como la inyección canónica {\displaystyle S\to X} son homomorfismos. En particular, cualquier aplicación lineal {\displaystyle L:X\to Y} se puede descomponer canónicamente de la siguiente manera: {\displaystyle X\to X/\operatorname {ker} L{\overset {L_{0}}{\rightarrow }}\operatorname {Im} L\to Y} donde {\displaystyle L_{0}(x+\ker L):=L(x)} define una biyección.
- El conjunto de operadores lineales continuos {\displaystyle X\to Z} (respectivamente, operadores bilineales continuos {\displaystyle X\times Y\to Z}) se denotará por {\displaystyle L(X;Z)} (respectivamente, {\displaystyle B(X,Y;Z)}), donde si {\displaystyle Z} es un cuerpo escalar, entonces se puede escribir {\displaystyle L(X)} (respectivamente, {\displaystyle B(X,Y)}).
- Se denota el espacio dual de {\displaystyle X} por {\displaystyle X^{\prime }} y el espacio dual algebraico (que es el espacio vectorial de todos los funcionales lineales en {\displaystyle X,} sean continuos o no) por {\displaystyle X^{\#}.}
  - Para aumentar la claridad de la exposición, se utiliza la convención común de escribir elementos de {\displaystyle X^{\prime }} con una comilla después del símbolo (por ejemplo, {\displaystyle x^{\prime }} denota un elemento de {\displaystyle X^{\prime }} (no confundir con una derivada) y las variables {\displaystyle x} y {\displaystyle x^{\prime }} no necesitan estar relacionadas de manera alguna).
- Una aplicación lineal {\displaystyle L:H\to H} desde un espacio de Hilbert sobre sí mismo se llama positiva si {\displaystyle \langle L(x),X\rangle \geq 0} para cada {\displaystyle x\in H.} En este caso, existe una aplicación positiva única {\displaystyle r:H\to H,} llamada raíz cuadrada de {\displaystyle L,} tal que {\displaystyle L=r\circ r.}[2]
  - Si {\displaystyle L:H_{1}\to H_{2}} es cualquier aplicación lineal continua entre espacios de Hilbert, entonces {\displaystyle L^{*}\circ L} es siempre positivo. Ahora, denótese como {\displaystyle R:H\to H} su raíz cuadrada positiva, que se denomina valor absoluto de {\displaystyle L.} Defínase {\displaystyle U:H_{1}\to H_{2}} primero en {\displaystyle \operatorname {Im} R} configurando {\displaystyle U(x)=L(x)} para {\displaystyle x=R\left(x_{1}\right)\in \operatorname {Im} R} y extendiendo {\displaystyle U} continuamente a {\displaystyle {\overline {\operatorname {Im} R}},} y luego definir {\displaystyle U} en {\displaystyle \operatorname {ker} R} configurando {\displaystyle U(x)=0} para {\displaystyle x\in \operatorname {ker} R} y extender esta aplicación linealmente a todo {\displaystyle H_{1}.} La aplicación {\displaystyle U{\big \vert }_{\operatorname {Im} R}:\operatorname {Im} R\to \operatorname {Im} L} es una isometría sobreyectiva y {\displaystyle L=U\circ R.}
- Un aplicación lineal {\displaystyle \Lambda :X\to Y} se llama compacta o completamente continua si existe un entorno {\displaystyle U} del origen en {\displaystyle X} tal que {\displaystyle \Lambda (U)} es precompacta en {\displaystyle Y.}[3]
  - En un espacio de Hilbert, los operadores lineales compactos positivos, como {\displaystyle L:H\to H}, tienen una descomposición espectral simple descubierta a principios del siglo XX por Fredholm y F. Riesz:[4]

Existe una sucesión de números positivos, decrecientes y finitos o convergentes a 0, {\displaystyle r_{1}>r_{2}>\cdots >r_{k}>\cdots } y una secuencia de subespacios de dimensiones finitas distintas de cero {\displaystyle V_{i}} de {\displaystyle H} ({\displaystyle i=1,2,\ldots }) con las siguientes propiedades: (1) los subespacios {\displaystyle V_{i}} son ortogonales por pares; (2) para cada {\displaystyle i} y cada {\displaystyle x\in V_{i},} {\displaystyle L(x)=r_{i}x}; y (3) el elemento ortogonal del subespacio abarcado por {\displaystyle \cup _{i}V_{i}} es igual al núcleo de {\displaystyle L.}

### Notación para topologías
- {\displaystyle \sigma \left(X,X^{\prime }\right)} denota la topología más gruesa en {\displaystyle X}, lo que hace que cada aplicación en {\displaystyle X^{\prime }} sea continua y {\displaystyle X_{\sigma \left(X,X^{\prime }\right)}} o {\displaystyle X_{\sigma }} denota el espacio {\displaystyle X} dotado con esta topología.
- {\displaystyle \sigma \left(X^{\prime },X\right)} denota la topología *débil sobre {\displaystyle X^{\prime }} y {\displaystyle X_{\sigma \left(X^{\prime },X\right)}} o {\displaystyle X_{\sigma }^{\prime }} denota {\displaystyle X^{\prime }} dotado con esta topología.
  - Cada {\displaystyle x_{0}\in X} induce una aplicación {\displaystyle X^{\prime }\to \mathbb {R} } definida por {\displaystyle \lambda \mapsto \lambda \left(x_{0}\right).} {\displaystyle \sigma \left(X^{\prime },X\right)} es la topología más burda de {\displaystyle X^{\prime }}, lo que hace que todas estas aplicaciones sean continuas.
- {\displaystyle b\left(X,X^{\prime }\right)} denota la topología de convergencia acotada en {\displaystyle X} y {\displaystyle X_{b\left(X,X^{\prime }\right)}} o {\displaystyle X_{b}} denota {\displaystyle X} dotado con esta topología.
- {\displaystyle b\left(X^{\prime },X\right)} denota la topología de convergencia acotada en {\displaystyle X^{\prime }} o la topología dual fuerte en {\displaystyle X^{\prime }} y {\displaystyle X_{b\left(X^{\prime },X\right)}} o {\displaystyle X_{b}^{\prime }} denota {\displaystyle X^{\prime }} dotado con esta topología.
  - Como es habitual, si {\displaystyle X^{\prime }} se considera como un espacio vectorial topológico pero no se ha dejado claro con qué topología está dotado, entonces se asumirá que la topología es {\displaystyle b\left(X^{\prime },X\right).}

## Propiedad universal
Supóngase que {\displaystyle Z} es un espacio localmente convexo y que {\displaystyle I} es la aplicación canónica del espacio de todas las aplicaciones bilineales de la forma {\displaystyle X\times Y\to Z,} dirigida al espacio de todas las aplicaciones lineales de {\displaystyle X\otimes Y\to Z.}.
Entonces, cuando el dominio de {\displaystyle I} está restringido a {\displaystyle {\mathcal {B}}(X,Y;Z)} (el espacio de aplicaciones bilineales continuas separadamente), entonces el rango de esta restricción es el espacio {\displaystyle L\left(X\otimes _{\iota }Y;Z\right)} de operadores lineales continuos {\displaystyle X\otimes _{\iota }Y\to Z.}
En particular, el espacio dual continuo de {\displaystyle X\otimes _{\iota }Y} es canónicamente isomorfo al espacio {\displaystyle {\mathcal {B}}(X,Y),} (el espacio de formas bilineales continuas separadas en {\displaystyle X\times Y}).
Si {\displaystyle \tau } es una topología sobre un EVT localmente convexa en {\displaystyle X\otimes Y} ({\displaystyle X\otimes Y} con esta topología se indicará como {\displaystyle X\otimes _{\tau }Y}), entonces {\displaystyle \tau } es igual a la topología del producto tensorial inductivo si y solo si tiene la siguiente propiedad:
Para cada EVT localmente convexo {\displaystyle Z,} si {\displaystyle I} es la aplicación canónico del espacio de todas las aplicaciones bilineales de la forma {\displaystyle X\times Y\to Z,} dirigida al espacio de todas las aplicaciones lineales de {\displaystyle X\otimes Y\to Z,} entonces cuando el dominio de {\displaystyle I} está restringido a {\displaystyle {\mathcal {B}}(X,Y;Z)} (espacio de aplicaciones bilineales continuas separadamente) entonces el rango de esta restricción es el espacio {\displaystyle L\left(X\otimes _{\tau }Y;Z\right)} de operadores lineales continuos {\displaystyle X\otimes _{\tau }Y\to Z.}